# Låglandsmyskdjur
Låglandsmyskdjur (Moschus berezovskii) är en däggdjursart som beskrevs av Flerov 1929. Moschus berezovskii ingår i släktet myskhjortar och familjen Moschidae. IUCN kategoriserar arten globalt som starkt hotad.
Inga underarter finns listade i Catalogue of Life. Wilson & Reeder (2005) skiljer mellan 4 underarter. Artepitet i det vetenskapliga namnet hedrar den ryska zoologen Michael M. Berezovski.

## Utseende
Arten blir 63 till 80 cm lång (huvud och bål), har en 4 cm lång svans och den väger 6 till 9 kg. Mankhöjden överstiger inte 50 cm. Låglandsmyskdjuret har mörk olivbrun päls på ovansidan som blir nästan svart vid bakdelen. På extremiteterna och på buken förekommer gul- till orangebrun päls. Ögonbryn och öronens insida är vita. Annars har öronen en orangebrun färg förutom spetsen som är svart. Djuret har vita strimmor på underkäken, på strupen och på bröstet.

## Utbredning och habitat
Arten förekommer i centrala och östra Kina och angränsande delar av Vietnam. Habitatet utgörs av olika slags skogar och buskmarker på 2000-3800 meters höjd.

## Ekologi
Individerna är aktiva mellan skymningen och gryningen. De äter löv, gräs, kvistar, mossa, lav och unga växtskott. Arten har förmåga att hoppa upp på låga grenar för att nå fram till bladen. Låglandsmyskdjuret stannar vanligen i samma revir och hannar använder mysk från körtlarna för att markera revirets gränser. Doften är även viktig för att hitta en partner. Vanligen lämnar flera exemplar sin avföring på samma plats.
Dräktigheten varar cirka 6,5 månader och sedan föds en eller två ungar med ljusa punkter på pälsen. Ungarna göms i den täta växtligheten när modern letar efter föda. De diar sin mor 3 till 4 månader och efter cirka 24 månader blir de könsmogna.
Moschus berezovskii har olika naturliga fiender som varg, lodjur, leopard, mårdar och rävar.